# Klavdia (zpěvačka)
Klavdia Papadopoulou (řecky Κλαυδία Παπαδοπούλου; * 18. srpna 2002 Aspropyrgos), známá jako Klavdia, je řecká zpěvačka a textařka. V roce 2025 reprezentovala s písní „Asteromata“ Řecko na Eurovision Song Contest 2025 v Basileji, kde skončila na 6. místě s 231 body.

## Mládí
Narodila se 18. srpna 2002 v Aspropyrgosu, na předměstí Athén. Je pontského původu.

## Hudební kariéra
Papadopoulou se dostala do širšího povědomí v roce 2017, ve věku 15 let, když se zúčastnila páté řady soutěže Ellada Eheis Talento (řecká verze ČSMT) a zazpívala píseň „Billie Jean“ od Michaela Jacksona. V roce 2018 se zúčastnila páté řady soutěže The Voice of Greece vysílané na stanici Skai TV. Během konkurzu zazpívala píseň „Roxanne“ od skupiny The Police, čímž si získala přízeň všech čtyř porotců a stala se členkou týmu zpěvačky Heleny Paparizou. V soutěži pokračovala až do finálové fáze, do poslední trojice se ale neprobojovala.

Krátce po účasti v talentové soutěži podepsala Papadopoulou smlouvu s řeckými vydavatelstvími Arcade Music a Panik Records, pod jejichž hlavičkou vydala své první singly napsané týmem Arcade – mimo jiné „Haramanta“, které bylo oceněno dvojnásobnou platinovou deskou od IFPI Greece za 40 000 prodaných kusů, a píseň „Vasanizomai“. Na konci roku 2022 se přihlásila do národního výběru na Eurovizi 2023. Ačkoliv se tehdy dostala mezi finalisty, řecký veřejnoprávní vysílatel nakonec vybral jako reprezentanta Victora Vernicose.

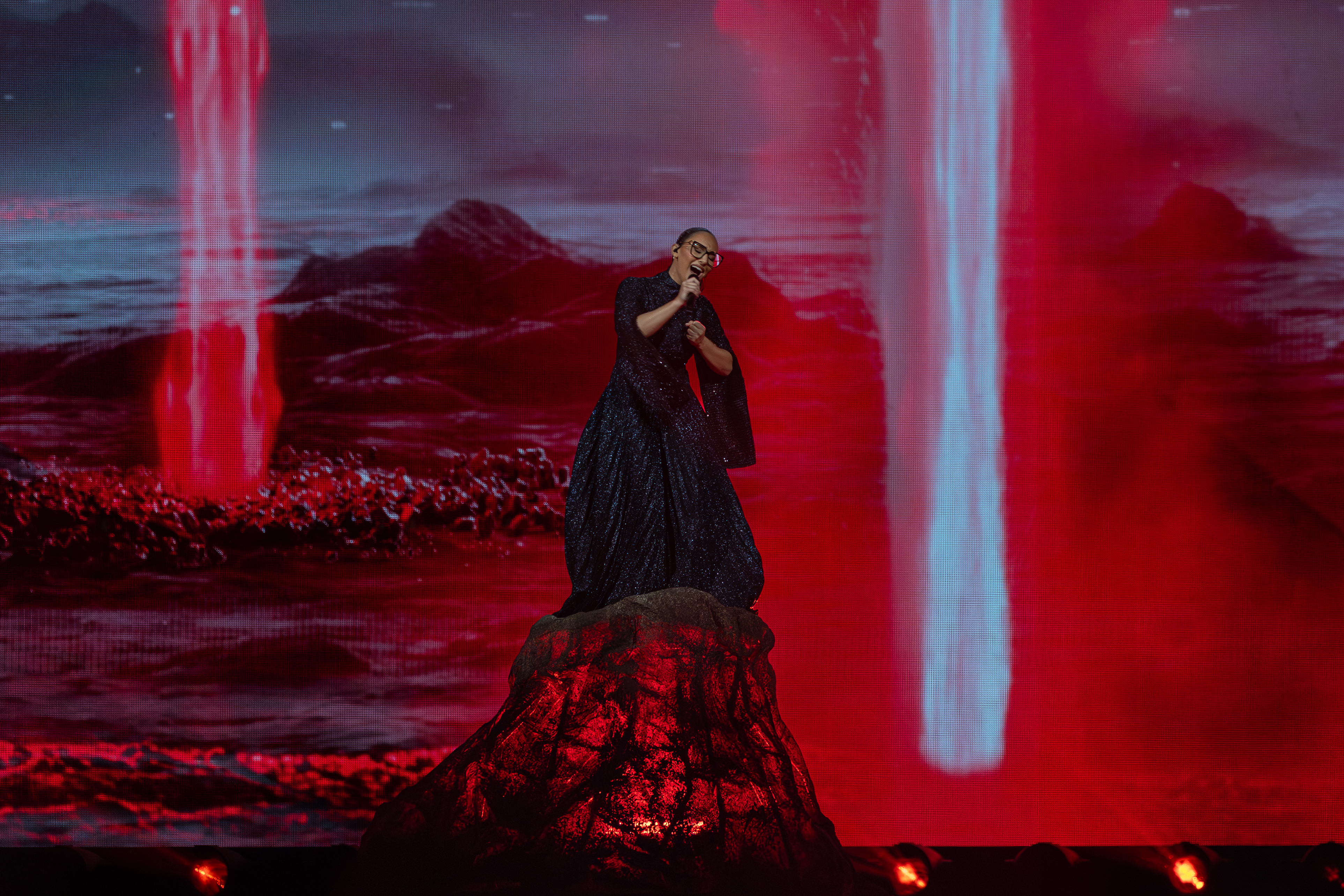
Klavdia vystupující s písní „Asteromata“ na Eurovision Song Contest 2025

V roce 2024 vydala své první EP s názvem Klavdia.
Dne 10. ledna 2025 oznámila řecká televize ERT Papadopoulou s písní „Asteromata“ jako jednu z účastnic soutěže Ethnikos Telikos, nového národního výběru pro Eurovizi 2025. V národním finále, které se konalo 30. ledna v divadle Christmas Theatre v Galatsi, vystoupila jako pátá z dvanácti soutěžících a získala první místo jak u mezinárodní poroty, tak v diváckém hlasování, čímž v soutěži zvítězila a získala právo reprezentovat Řecko na Eurovision Song Contest 2025 v Basileji. Ve finále soutěže se umístila na celkovém 6. místě se ziskem 231 bodů.

## Osobní život
Od roku 2024 je ve vztahu s řeckým rapperem a hudebním producentem Giorgisem Sopasisem, vystupujícím pod přezdívkou OGE.

## Diskografie

### Studiová alba
- 2025: Asteromata

### EP
- 2024: Klavdia

### Singly
- 2021: „Se alli agkalia (Menak wla meni)“ (Natasha Kay feat. Klavdia)
- 2022: „Lonely Heart“
- 2022: „Edo gyrnao“
- 2023: „Fire in the Sky“ (Valeron feat. Klavdia)
- 2023: „Haramata“
- 2023: „Holy Water“
- 2024: „Touch Me“ (Playmen a Valeron feat. Klavdia)
- 2024: „Vasanizomai“
- 2024: „Movin' Too Fast“ (s Playmenem)
- 2024: „Nyxta mou megali“ (s OGE a Arcade)
- 2025: „Asteromata“
- 2025: „Sintrimmia“ (s OGE a Sin Laurentem, feat. Arcade a Beyond)